# Conrad von Soest

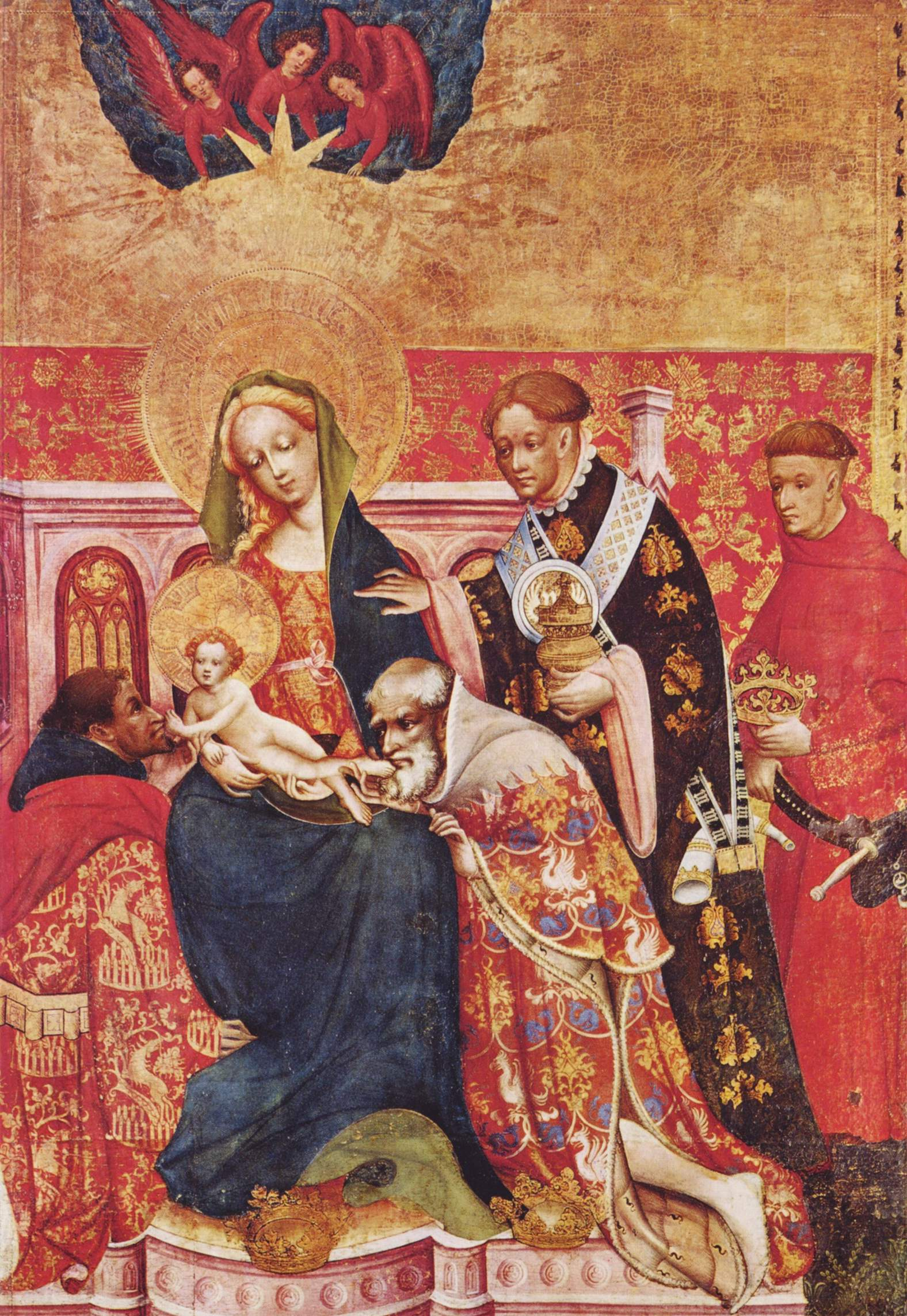
De aanbidding van de drie koningen, Marienkirche Dortmund

Conrad von Soest (ook wel Konrad von Soest) (Dortmund, rond 1370 - aldaar, 1425) was een Duits kunstschilder uit de late gotiek. Hij werkte in Dortmund, Bad Wildungen en in Soest, Duitsland.
- Bibliothèque nationale de France: cb149664242 (data)
- Gemeinsame Normdatei: 118565125
- International Standard Name Identifier: 0000 0001 0654 7590
- Library of Congress Control Number: n91070031
- Nationale Bibliotheek van Tsjechië: jx20101123014
- Nationale Bibliotheek van Israël: 987007370865305171
- Nederlandse Thesaurus van Auteursnamen: 154185906
- RKD-Nederlands Instituut voor Kunstgeschiedenis: 17981
- LIBRIS: 182867
- Système universitaire de documentation: 084544856
- Union List of Artist Names: 500023847
- Virtual International Authority File: 66737691